# OrangeHoop
OrangeHoop（オレンジフープ）は、2009年に結成された2ユニット9人（2011年1月現在）で構成されるライブアイドルのグループである。グループ名の表記は「Orange」と「Hoop」の間にスペースを入れず「OrangeHoop」と1語で書くのが正式。
2011年現在、事実上OrangeHoopの表記は消滅し、それぞれのユニット名であるDrop's、Loop'sと呼ばれる。

## 来歴
2009年8月14日、リズ・エンターテインメントの呼びかけで集まった、いずれも10代前半のRIKAKO・KIMIKA・SERIKAの3人のユニットして、大塚Deepaのライブイベントでデビューを果たす。その3か月半前の4月29日にリズ・エンターテインメント内のレーベルSMILE FACTORYがリリースしたオムニバスアルバム「Sakura Mix Vol.1」にRIKAKOとKIMIKA（後に加入するMANAMIも）のそれぞれのソロ曲が収録されていることから、そのリリース日を実質のデビューと見る向きもある。
デビュー当初はRIKAKOとKIMIKAをボーカル、SERIKAをDJとした構成であったが、その後8月末まで行われたイベントではRIKAKOがギター、KIMIKAがキーボードを担当し、3人のバンド形態となる。
2009年9月、新たにYUI、MIKI、AYAKA、RINA、MANAMI、MIHO、SHIFUMIの7人がメンバーに加わると同時にDrop's、Rock's、Loop'sの3ユニットに再構成。初期メンバーのRIKAKOとKIMIKAはパートはそのままにDrop'sのメンバーとなるが、SERIKAは調整中のまま動向が不明となり、その後公式サイトから名前が削除され事実上の脱退となる。その後、2009年12月19日のライブよりLoop'sのメンバーにMIYUとSAKIの2人が加わり11人体制となる。
2010年1月よりレーベルがSMILE FACTORYよりモンスターレコードに移る。しかし2010年2月24日、KIMIKAが喉の不調を理由に活動休止宣言しユニット離脱。これにより、結成当時からのメンバーはRIKAKOのみとなる。
メンバーブログは長らくDrop'sのRIKAKOとKIMIKAの2人による記事がほとんどであったが、2010年3月31日よりDrop'sのRIKAKOとLoop's全メンバーでの交代制による投稿となった。メンバーブログ開設後、Rock'sメンバーによるメンバーブログへの投稿は一度もないままであったが、2010年5月4日、Rock'sメンバーのプロフィールが削除され、Drop'sとLoop'sの2ユニット体制となる。その間にユニットのマネジメントが全面的にアイビィーカンパニーに移管され、バンド形態から通常のアイドルユニットとなる。同時にユニット名よりOrangeHoopの表記が消え、それぞれDrop's、Loop'sとなる。
2010年6月10日のライブよりDrop'sにHIYOKAが加入し、2ユニット8人となる。

2010年12月26日のライブよりDrop'sにYUKINEが加入し、2ユニット9人となる。Drop'sは結成以来初めてメンバーが4人となる。
2011年1月23日よりDrop'sのメンバーはusa☆usa少女倶楽部のメンバー二期生、Loop'sのメンバーはティーンズ☆ヘブン第二期メンバーとして活動を始めたため、Drop'sはusa☆usa少女倶楽部の、Loop'sはティーンズ☆ヘブンの実質派生ユニットとなる。YUKINEおよびMANAMIはusa☆usa少女倶楽部およびティーンズ☆ヘブンには加入しなかったため、活動休止状態となる。
活動拠点は東京のライブハウスが中心だが、Drop'sのRIKAKOとYUIのみ2010年2月に1度北海道のライブイベントに出演したことがある。

## メンバー

### Drop's
- RIKAKO

本名：齋藤里佳子、1996年10月31日生、バンド時のパート：ボーカル・ギター
- YUI

本名：與那覇結衣、1998年5月21日生、バンド時のパート：トランペット・ボーカル
- HIYOKA

本名：大里日代夏、1997年6月3日生

### Loop's
- MIHO

本名：板倉美穂、1994年1月12日生
- SHIFUMI

本名：石川梓文、1993年6月1日生
- MIYU

本名：池田美憂、1995年2月18日生
- SAKI

本名：天野咲、1996年7月6日生
※グループ全体およびメンバー個人のマネジメントはアイビィーカンパニーが行っている。

### 過去のメンバー
- SERIKA

旧初期メンバー、本名：奥脇晴梨夏、DJ、ハーベストムーン所属
- KIMIKA

旧初期メンバーおよびDrop'sメンバー、旧芸名：季実香、本名非公開、キーボード・ボーカル
- MIKI

旧Rock'sメンバー、本名：中島みき、アンビシャス所属
- AYAKA

旧Rock'sメンバー、本名：宮瀬あやか、アンビシャス所属
- RINA

旧Rock'sメンバー、本名：沓掛利奈、アンビシャス所属
- YUKINE

Drop'sメンバー、本名：鈴木雪音、1997年11月7日生、アイビィーカンパニー所属
- MANAMI

Loop'sメンバー、本名：岡田真菜実、1993年8月18日生、アイビィーカンパニー所属